# Austrijska komora radnika i namještenika
Austrijska komora radnika i namještenika (Kammer für Arbeiter und Angestellte, kraće Arbeiterkammer, AK) je organizacija koja zastupa interese tri milijuna austrijskih posloprimaca. Članstvo je obvezno za sve osobe koje su zaposlene u Austriji. Zbog toga ih se ne smije miješati s austrijskim radničkim sindikatima, gdje je članstvo dobrovoljno i koji su organizirani pod krovnom organizacijom Austrijskim savezom sindikata (Österreichischer Gewerkschaftsbund).
Austrijska radnička komora i sindikalni savez zastupaju interese zaposlenika u austrijskom sustavu socijalnog partnerstva (Sozialpartnerschaft), koji igra glavnu ulogu u reguliranju plaća i cijena. Austrijska radnička komora zasniva se na devet radničkih komora za svaku austrijsku saveznu državu. Predsjednik bečke radničke komore također je predsjednik Austrijske radničke komore.
Radnička komora osnovana je 1920. godine nakon pada Austro-Ugarske. 1934. je novi austrijski režim proširio značenje kolektivnih ugovora. Radničke komore bile su ujedinjene u centralne radničke sindikate po uzoru na talijanski fašizam. Uredba od 2. ožujka 1934. utemeljila je Sindikalni Savez austrijskih radnika i namještenika. Svi ugovori koje je taj Savez sklopio bio je obvezatan za sve radnike i namještenike one struke li grane, za koju je sklopljen, bez obzira na članstvo u Sindikalnom savezu. Zakon je obvezao i stranu poslodavaca. Uredba od 17. studenoga 1934. osnovan je Savez industrijalaca. Uredbom je naloženo da svi kolektivni ugovori koji je sklopio taj savez obvezuju sve poslodavce odredenoga područja, bez obzira na to jesu li članovi tog Saveza ili nisu. 1938. eliminirali su ih nacionalsocijalisti.

## Austrijska radnička komora danas
Jedan od glavnih projekata austrijske radničke komore je stvaranje indeksa radne klime (Arbeitsklima Index). Pokrenut je 1997. i do 2010. ostvareno je 42.000 intervjua s radnicima u Austriji.
Frakcije su:
- Fraktion Sozialdemokratischer Gewerkschafter (FSG)
- Österreichischer Arbeitnehmerinnen- und Arbeitnehmerbund (ÖAAB)
- Freiheitliche Arbeitnehmer (FA)
- Alternative und Grüne Gewerkschafter/Unabhängige Gewerkschafter (AUGE/UG)

Ove frakcije nisu u svim saveznim državama:
- Gewerkschaftlicher Linksblock (GLB)
- Kommunistische Gewerkschaftsinitiative – international (KOMintern)
- Grüne Arbeitnehmer (GA)
- FPK Arbeitnehmer (FPK)
- BZÖ Arbeitnehmer (BZÖ)
- Bündnis Mosaik (BM)
- Bunte Demokratie für alle (BDFA)
- Union der Österreichisch-Türkischen Arbeitnehmer (TÜRK)
- Liste Perspektive (PER)
- ostale frakcije su : KOM, LD, GGN, Soli, NBZ

Aktualni predsjednici komora radnika i namještenika po saveznim državama:
- Gradišće: Alfred Schreiner
- Koruška: Günther Goach
- Donja Austrija: Markus Wieser
- Gornja Austrija: Johann Kalliauer
- Salzburg: Siegfried Pichler
- Štajerska: Walter Rotschädl
- Tirol: Erwin Zangerl
- Vorarlberg: Hubert Hämmerle
- Beč: Rudolf Kaske (gleichzeitig BAK)

## Vanjske poveznice
- Austrijska radnička komora  Arhivirana inačica izvorne stranice od 28. veljače 2006. (Wayback Machine)
- Geschichte der Arbeiterkammern[neaktivna poveznica]
- Grundsätzliches zur Situation der AK-Organisation  Arhivirana inačica izvorne stranice od 31. siječnja 2012. (Wayback Machine) (PDF, 161 KB)
- Wirtschafts- und Sozialstatistisches Taschenbuch 2008
- Berichte der AK Wien 1924–1933
- Ausstellungstafeln der AK-Ausstellung 2005  Arhivirana inačica izvorne stranice od 31. siječnja 2012. (Wayback Machine) (PDF, 4,75 MB)